# Uroš Kabić
Uroš Kabić (serbisch-kyrillisch Урош Кабић; * 1. Januar 2004 in Novi Sad, Serbien und Montenegro) ist ein serbischer Fußballspieler, der hauptsächlich als Rechtsaußen spielt. Er steht bei FK Roter Stern Belgrad unter Vertrag und ist aktuell an FK Čukarički ausgeliehen.

## Karriere

### Vereine
Uroš Kabić begann seine Karriere in der Jugend bei der Škola fudbala Petar Puača und wechselte 2014 in die Jugendabteilung des FK Vojvodina. Im Jahr 2020 gab er sein Profidebüt für Vojvodina in der serbischen SuperLiga. Dort absolvierte er bis Sommer 2023 insgesamt 44 Spiele und erzielte 2 Tore.
Am 23. Juli 2023 gab der FK Roter Stern Belgrad die Verpflichtung Kabićs bekannt. Dort debütierte er am 30. Juli 2023 ausgerechnet beim 5:0-Sieg gegen seinen Ausbildungsverein FK Vojvodina zum Saisonauftakt 2023/24. Anfang Februar 2024 wechselte er per Leihe mit Kaufoption nach Italien zum FC Turin. Im Sommer 2024 folgte die Leihe zu FK Čukarički.

### Nationalmannschaft
Uroš Kabić hat verschiedene Jugendnationalmannschaften Serbiens durchlaufen. Er war Teil der U15- bis zur U19-Nationalmannschaft. Seine bisher letzter Einsatz für die serbische U19 war am 22. März 2022 gegen Lettland im Rahmen der Qualifikation für die U-19-Europameisterschaft 2023, welches man mit 1:0 gewann.